# El Carrizal
El Carrizal é um município do departamento de Chalatenango, em El Salvador. Sua população estimada em 2007 era de 2 464 habitantes.